# Marques de Riscal

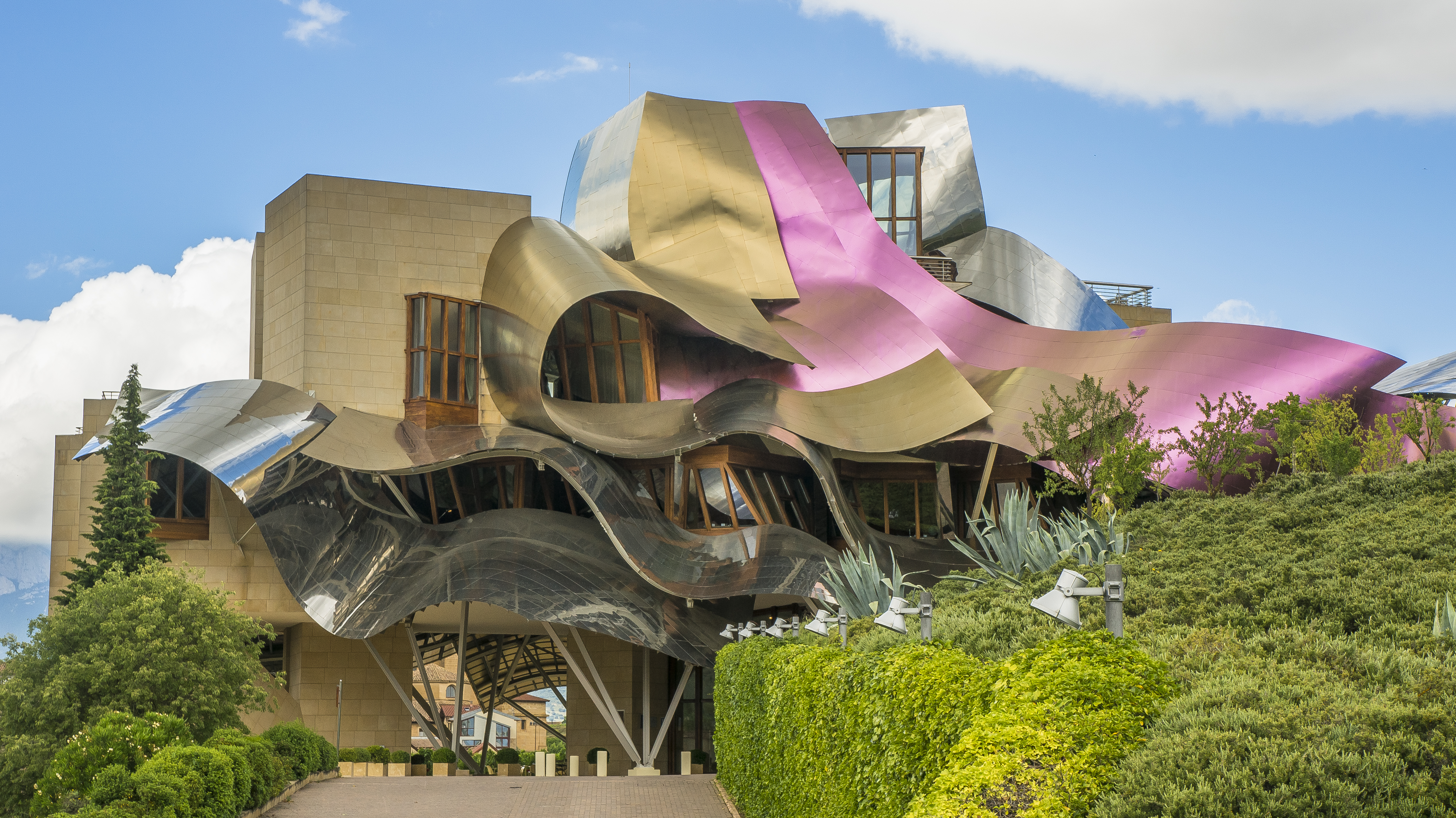
Gebouw van Frank Gehry

Marqués de Riscal is de naam van een wijnhuis in Elciego in de Rioja Alavesa (het Baskische deel van de Rioja). De rode wijnen van dit huis worden tot de beste wijnen ter wereld gerekend. Uit de kelders komen ook witte en zoete wijnen. Onlangs werd bij de bodegas een door Frank Gehry gebouwd luxueus hotel gebouwd dat de naam van de wijn draagt.
In 1858 begon Camillo Hurtado de Amézega, Markies van Riscal, een Spaans grootgrondbezitter en diplomaat met het cultiveren van wijnstokken in het district Álava op de wijze van de Bordeaux.  Ook de vinificatie werd met behulp van Jean Pineau die keldermeester van Château Lanessan was geweest gemoderniseerd.
De eerste jaren experimenteerde men met de opbrengst van de 9000 jonge wijnstokken van de variëteiten Cabernet Sauvignon, Merlot, Malbec en Pinot Noir. Het doel was om een betere wijn te maken dan met de traditionele rassen Tempranillo en Graciano kon worden gebotteld.
De Markies investeerde flink in de wijnproductie. In 1860 werd een compleet nieuwe bodega gebouwd waaronder de Spaanse architect Ricardo Bellsola naar het voorbeeld van de meest geliefde wijnkelders in de Médoc, Graves en Saint-Émilion kelders liet uithakken in de steen. 
Niet alleen de bottelarij maar ook de rijpingskelders waarin een Rioja die als jonge wijn niet te drinken is jarenlang moet worden bewaard werden naar Frans model ingericht.  
De kuiperij waarin vaten van jong Amerikaans eikenhout werden vervaardigd werkte eveneens naar Frans voorbeeld.
De reden waarom men Franse wijnbouw nabootste was gelegen in de hoge prijzen die de gebottelde Franse wijnen opbrachten.  De classificatie van de Bordeauxwijnen in 1855 en de moderne Franse productie waren voor heel Europa een voorbeeld. 
Vaten met Spaanse wijn werden vaak zuur en men kon de kwaliteit daarom niet waarborgen. Wanneer wijn per vat wordt verkocht loopt men ook het risico dat een oneerlijke handelaar andere wijnen, aangelengde wijnen of op enige wijze gemanipuleerde wijn onder de naam van een chateau of bodega verkoopt. Het vervalsen van wijn en andere voedingsmiddelen was in de 19e eeuw wijdverbreid. Dat verklaart ook de aanwezigheid van al die zegels, handtekeningen en strookjes papier op ouderwetse verpakkingen. Deze kenmerken van echtheid waren en zijn nodig om vervalsers van merkartikelen, waartoe ook de grote wijnen worden gerekend, te hinderen in hun werk. 
In 1865 werd op een landbouwtentoonstelling in Bordeaux voor het eerst een prijs gewonnen. In 1895 kon in Bordeaux met de opbrengst van de inmiddels volwassen wijnstokken een prestigieus  "Diplôme d'Honneur" worden gewonnen. Marques de Riscal was de eerste Rioja die op deze wijze toegevoegd werd aan de lijst van grote Europese wijnen.
De kelders hebben een capaciteit van 4 miljoen flessen. Sinds 1972 wordt ook een witte wijn geproduceerd. In de streek Rueda werden daarvoor wijnstokken van de inheemse Spaanse rassen verdejo en viura aangeplant. De witte wijn bestaat voor 85% uit verdejo en voor 15% uit viura. Mede dankzij de investering door Marques de Riscal werd Rueda in 1974 een D.O.. 
De rode wijn wordt gebotteld in een fles met een gouden "net". De witte wijn van Marques de Riscal, gebotteld in drie varianten die als "Superior", "Sauvignon Blanc" en "Limousin Réserva" op de markt komen zitten in een eenvoudiger fles. Met de naam "Réserva" wordt aangeduid dat deze witte wijn op hout werd gelagerd. De twee andere witte wijnen zijn frisser en het resultaat van gisting in roestvrijstalen tanks.
Het traditionele bedrijf levert aan het Spaanse hof. Al sinds de 19e eeuw wordt wijn in een speciaal vat gelagerd voor de Spaanse koning of koningin. Ook andere regeringschefs waarderen deze grote Rioja. Marques de Riscal leverde aan Duitse Rijkskanselarij, waar de geheelonthouder Hitler de wijn aan zijn gasten schonk, aan Mussolini, aan Francisco Franco en ook aan de Cubaanse dictator Fidel Castro.
Marques de Riscal, nu officieel "Herederos del Marques de Riscal" geheten, is inmiddels geen familiebedrijf meer.